# Campionati europei di ciclismo su pista 2024 - Scratch maschile
Lo scratch maschile ai Campionati europei di ciclismo su pista 2024 si svolse il 12 gennaio 2024 presso l'Omnisport Apeldoorn di Apeldoorn, nei Paesi Bassi.

## Risultati
La gara si disputò sulla distanza di 60 giri (15 km).
| Pos. | Atleta               | Nazione       | Distacco |
| ---- | -------------------- | ------------- | -------- |
| 1    | Iúri Leitão          | Portogallo    |          |
| 2    | Tim Wafler           | Austria       |          |
| 3    | Tobias Hansen        | Danimarca     |          |
| 4    | Ethan Vernon         | Gran Bretagna |          |
| 5    | Sebastián Mora       | Spagna        |          |
| 6    | Jan Voneš            | Rep. Ceca     |          |
| 7    | Tuur Dens            | Belgio        |          |
| 8    | Oscar Nilsson-Julien | Francia       |          |
| 9    | Valère Thiébaud      | Svizzera      |          |
| 10   | Bartosz Rudyk        | Polonia       |          |
| 11   | Vladyslav Loginov    | Israele       | - 1 giro |
| 12   | Benjamin Boos        | Germania      | - 1 giro |
| 13   | George Nemilostivijs | Lettonia      | - 1 giro |
| 14   | Roman Gladysh        | Ucraina       | - 1 giro |
| 15   | Matteo Florin        | Italia        | - 1 giro |
| 16   | Martin Chren         | Slovacchia    | - 1 giro |
| 17   | Gustav Johansson     | Svezia        | - 1 giro |
| 18   | Daniel Crista        | Romania       | - 1 giro |
| 19   | Roy Eefting          | Paesi Bassi   | - 1 giro |
|      | Georgios Boutopoulos | Grecia        | ritirato |